# Raphaela Lukudo
Raphaela Boaheng Lukudo (Aversa, 29 de julio de 1994) es una deportista italiana que compite en atletismo. Ganó una medalla de bronce en el Campeonato Europeo de Atletismo en Pista Cubierta de 2019, en la prueba de 4 × 400 m.

## Palmarés internacional
| Campeonato Europeo en Pista Cubierta | Campeonato Europeo en Pista Cubierta | Campeonato Europeo en Pista Cubierta | Campeonato Europeo en Pista Cubierta |
| Año                                  | Lugar                                | Medalla                              | Prueba                               |
| ------------------------------------ | ------------------------------------ | ------------------------------------ | ------------------------------------ |
| 2019                                 | Glasgow (Reino Unido)                | Medalla de bronce                    | 4 × 400 m                            |